# 沈世雄
沈世雄（1936年4月29日—），中華民國政治人物，曾任第七、八、九屆南投縣議員，後代表中國國民黨在台灣省第三選區（中中彰投）當選為第一屆第三、四、五次增額立法委員，復於台灣省第八選區（南投縣）連任為第一屆第六次增額立法委員。1992年當選中華民國第一屆立法院副院長。